# Rejon
Rejon (ros. i ukr. райо́н, wymawiane [rajon]; azer. rayon; biał. раён; gruz. რაიონი, raioni; łot. rajons; lit. rajonas; rum. raion) – typ jednostki administracyjnej niektórych poradzieckich państw. Określenie pochodzi od francuskiego słowa rayon – plaster miodu, dział, dystrykt. Rejon jest zwykle jednostką dwa szczeble poniżej szczebla państwowego.

## Historia

### Rejony w Związku Radzieckim
W Związku Radzieckim, rejonowy podział administracyjny został stworzony w 1920 roku w celu zmniejszenia liczby podziałów terytorialnych odziedziczonych po Imperium Rosyjskim i uproszczenia biurokracji. Proces przejścia do systemu rejonowego nazywano „rejonizacją”. Rozpoczął się w 1923 roku na Uralu, Kaukazie Północnym i Syberii, jako część radzieckiej reformy administracyjnej regionalizacyjnej i kontynuowano go do 1929 roku. W tym czasie większość terytorium kraju zostało podzielone na rejony zastępując stare wołosti (gminy) i ujezdy (powiaty).
Pojęcie „rejonizacji” spotkało się z oporem niektórych republik, przede wszystkim na Ukrainie, gdzie lokalni przywódcy sprzeciwiali się koncepcji rejonów, wskazując na zbyt scentralizowany jej charakter i nie zważający na lokalne zwyczaje. Ukraiński punkt widzenia poparł Ludowy Komisariat Narodowości. Niemniej jednak, wkrótce na całym terytorium ZSRR przeprowadzono „rejonizację”. Rejony w ZSRR stały się ostoją samorządności ze względu na wybór Rady, która to wybierała szefa lokalnej administracji.
Po rozpadzie Związku Radzieckiego, rejony jako jednostki administracyjne nadal są stosowane w Azerbejdżanie, Białorusi, Gruzji, Łotwie, Mołdawii, Rosji i na Ukrainie.

## Współczesne rejony

### Rejonizacja na Białorusi
Na Białorusi, rejony są jednostkami administracyjnymi podległymi obwodom.

### Rejonizacja w Federacji Rosyjskiej
Rejony administracyjne
We współczesnej Rosji, podział na administrację rejonową, nie uległ w dużej mierze zmianie od upadku Związku Radzieckiego. Rejon może być podziałem administracyjnym podległym bezpośrednio Federacji, lub też częścią dużego miasta.
Jednak w niektórych federacyjnych krajach zmieniono terminologię w celu uwzględnienia specyfiki danych krajów:
- Sacha (Jakucja) – Ułus
- Republika Tuwy – Kożuun.

Rejony gminne
Rejony gminne (miejskie) (ros. муниципальный район), są rodzajami miejskiej formacji, która obejmuje grupę miejskich lub wiejskich osiedli, jak również terytoria zaliczane do wspólnego obszaru. Pojęcie „miejskich rejonów” zostało wprowadzone w 2004 r. podczas reformy komunalnej.
Rejony miejskie zwykle kształtują się w granicach istniejących obwodów, choć w praktyce istnieją pewne wyjątki od tej reguły – Neriungriński rejon w Jakucji, położony jest wokół miasta Neriungri, które nie posiada ani statusu, ani nie jest częścią innego rejonu.

### Rejony na Ukrainie
Na Ukrainie rejony są częściami administracyjnymi obwodów, większych miast i Republiki Autonomicznej Krymu. 17 lipca 2020 Rada Najwyższa Ukrainy uchwaliła zmiany w podziale administracyjnym Ukrainy na rejony, zlikwidowano 490 starych rejonów, a utworzono 136 nowych.